# 維德湖
52°48′12″N 9°9′59″E / 52.80333°N 9.16639°E

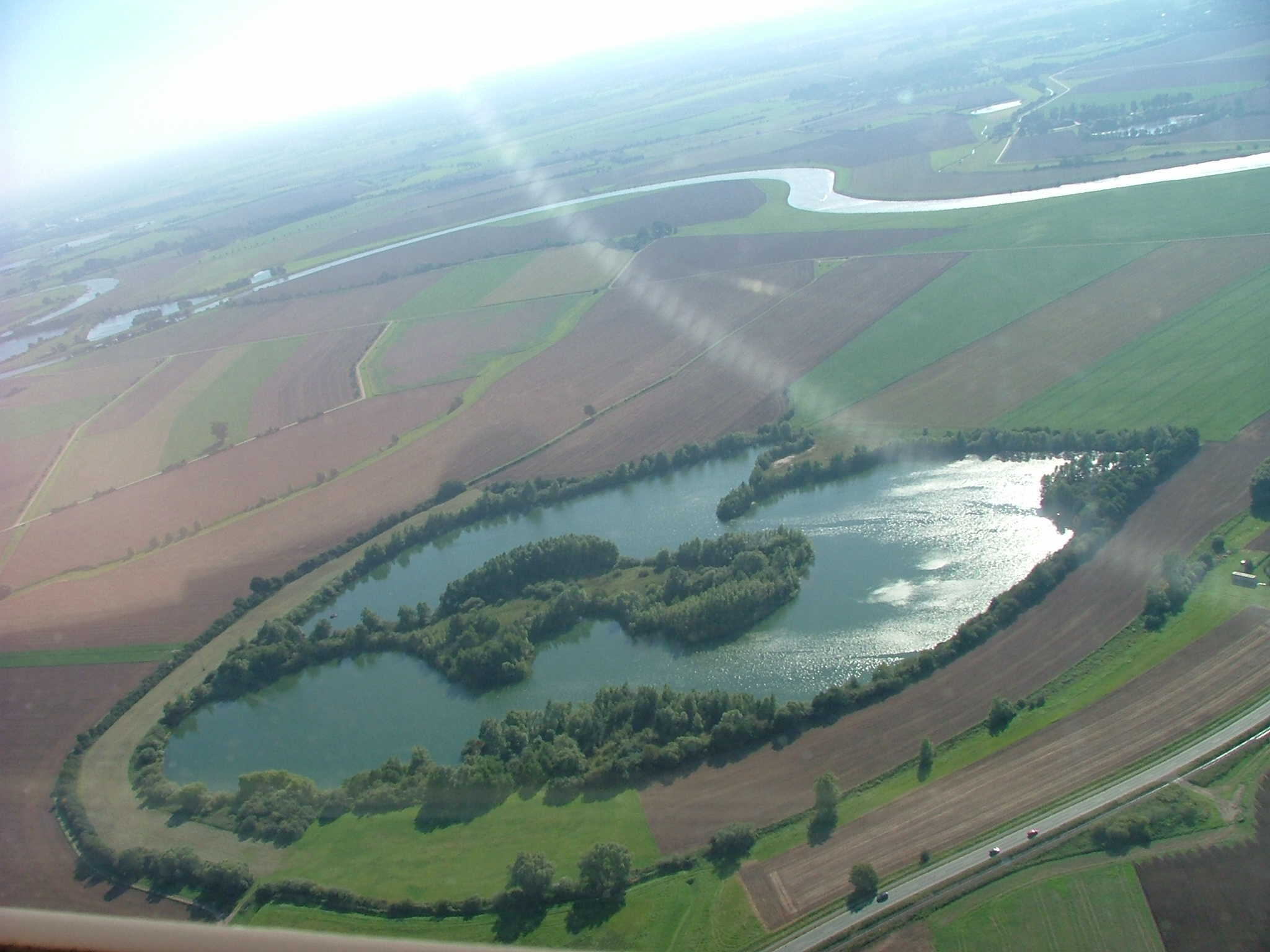

維德湖（德語：Wiedesee），是德國的湖泊，位於該國西北部，由下薩克森州負責管轄，處於寧堡縣，長0.6公里，面積0.15平方公里，海拔高度15米，該湖泊地區處於受保護地區。